# Подеста, Инти
И́нти Подеста́ (исп. Inti Podestá; 23 апреля 1978, Монтевидео) — уругвайский футболист, полузащитник.

## Биография
Начал свою футбольную карьеру в клубе «Данубио» в возрасте 17-ти лет. В течение трёх лет за «Данубио» Подеста провёл в чемпионате Уругвая 69 матчей и забил 3 мяча. В 1999 году перешёл в испанскую «Севилья», но в основной состав проходил очень редко, также был подвержен травмам, так в 2003 году получил травму колена и выбыл на длительное время. В 2004 году Инти объявил что завершает футбольную карьеру в связи с рецидивом травмы. Всего за шесть лет в чемпионате Испании Подеста провёл 47 матчей и забил 5 мячей.
В 1997 году Инти в составе молодёжной сборной Уругвай участвовал на Чемпионат мира среди молодёжных команд 1997. На турнире Подеста провёл четыре матча и забил 1 мяч, а его сборная дошла до финала, но проиграла в финальном матче молодёжной сборной Аргентины со счётом 1:2, в финальном матче Инти был запасным игроком.
В основной сборной Уругвая Подеста дебютировал 17 июня 1999 года, всего за сборную провёл один матч. Был в составе сборной на кубке Америки 1999, но так турнире и не сыграл.